# Livsbrev
Livsbrev, belagt sedan 1468, var ett förläningsbrev som användes i Danmark under perioden 1500–1800. Det var ett dokument (brev) som intygade att innehavaren fått något överlämnat på livstid. Oftast gjordes överlämnandet av den danska regenten. 
Livsbrev kan gälla för egendomar, län och annat. 

## Fotnoter
1. ↑  livsbrev Gammeldansk Ordbog

 i Projekt Runeberg